# 斑翅朱雀
斑翅朱雀（学名：Carpodacus trifasciatus）为雀科朱雀属的鸟类，分布于不丹， 印度，和中国甘肃、陕西、四川、云南、西藏等地，一般生活于中山带，见于高山针阔混交林、松林，也见于高山灌丛、草甸和砾石地带。该物种的模式产地在四川宝兴。